# Sin Miedo (del Amor y Otros Demonios)
Sin Miedo (del Amor y Otros Demonios) ∞ é o segundo álbum de estúdio da cantora colombiana-estadunidense Kali Uchis. Seu lançamento ocorreu em 18 de novembro de 2020 através das gravadoras Interscope e EMI. É o seu primeiro trabalho cantado predominantemente em espanhol. Sin Miedo foi inicialmente promovido por dois singles, "Aquí Yo Mando" com Rico Nasty e "La Luz" com Jhay Cortez, lançados em agosto e outubro de 2020, respectivamente. "Telepatía", o terceiro, tornou-se viral no aplicativo TikTok e, com isso, registrou entrada nas tabelas musicais de vários países.

## Antecedentes e lançamento
Em dezembro de 2019, Uchis lançou "Solita", faixa inicialmente anunciada como primeiro single do seu segundo álbum de estúdio. Em abril do ano seguinte, a cantora lançou o extended play To Feel Alive, o qual foi desenvolvido enquanto Uchis estava em isolamento social decorrente da pandemia de COVID-19. Em novembro, Uchis anunciou título, capa, lista de faixas e data de lançamento de Sin Miedo. O disco foi lançado no dia 18 de novembro de 2020.

## Singles
"Aquí Yo Mando", um dueto com Rico Nasty, foi lançada como primeiro single do álbum em 7 de agosto de 2020, enquanto um vídeo musical estreou três dias depois. O segundo single, "La Luz", com Jhay Cortez, foi lançado em 1 de outubro, seguido de um vídeo musical no dia 26 do mesmo mês. "Telepatía" foi lançada como terceiro single do álbum em 26 de fevereiro de 2021, após a canção se tornar popular através do aplicativo TikTok, fazendo a canção debutar em diversas paradas musicais nos Estados Unidos.
"Te Pongo Mal (Préndelo)" foi lançada como single promocional em 17 de novembro, um dia antes do lançamento do álbum.

## Lista de faixas
| N.º | Título                                         | Compositor(es) | Produtor(es)                             | Duração |  |
| 1.  | "La Luna Enamorada"                            | Uchis          | Josh Crocker                             | 1:50    |  |
| 2.  | "Fue Mejor" (com PartyNextDoor)                | Uchis          | Sweet Crocker Nelson                     | 3:49    |  |
| 3.  | "//Aguardiente y Limón %ᵕ‿‿ᵕ%"                 | Uchis          | Reed Chahayed Sounwave                   | 2:42    |  |
| 4.  | "Aquí Yo Mando" (com Rico Nasty)               | Uchis          | Albert Hype Leone RVNES Tainy            | 2:22    |  |
| 5.  | "Vaya con Dios"                                | Uchis          | Crocker                                  | 2:56    |  |
| 6.  | "Que Te Pedí//"                                | Uchis          | Crocker                                  | 1:44    |  |
| 7.  | "Quiero Sentirme Bien"                         | Uchis          | Bodin Mckenzie                           | 3:42    |  |
| 8.  | "Telepatía"                                    | Uchis          | Hype Lara Tainy                          | 2:40    |  |
| 9.  | "De Nadie"                                     | Uchis          | Austen Jux-Chandler Lara Supa Dups Tainy | 3:00    |  |
| 10. | "No Eres Tu (Soy Yo)"                          | Uchis          | Leone Lara Tainy                         | 2:01    |  |
| 11. | "Te Pongo Mal (Préndelo)" (com Jowell & Randy) | Uchis          | Lara Tainy                               | 2:53    |  |
| 12. | "La Luz (Fín)" (com Jhay Cortez)               | Uchis          | Tainy                                    | 3:00    |  |
| 13. | "Ángel sin Cielo"                              | Uchis          | Uchis                                    | 2:03    |  |

## Histórico de lançamento
| Região | Data                   | Formato(s)                 | Gravadora(s)          | Ref   |
| ------ | ---------------------- | -------------------------- | --------------------- | ----- |
| Mundo  | 18 de novembro de 2020 | Download digital streaming | Interscope Virgin EMI | [ 6 ] |